# Campeonato mundial B de hockey patines masculino de 1986
El II Campeonato mundial B de hockey sobre patines masculino se celebró en México en 1986, con la participación de nueve Selecciones nacionales masculinas de hockey patines: dos de las tres últimas clasificadas en el Campeonato mundial A de hockey patines masculino de 1984 (Suiza renunció a participar) más otras siete por libre inscripción. 
Los tres primeros clasificados ascendieron al Campeonato mundial A de hockey patines masculino de 1988.

## Equipos participantes
De las nueve selecciones nacionales participantes del torneo, dos son de Europa, tres de América, una de África, una de Asia y dos de Oceanía. Respecto al anterior Mundial B, no participaron las selecciones de Bélgica, Macao e Irlanda; si bien se reincorporó la de Mozambique e hizo su debut la de Costa Rica.

| Alemania Occidental |
| Australia           |
| Colombia            |
| Costa Rica          |
| Japón               |
| México              |
| Mozambique          |
| Nueva Zelanda       |
| Países Bajos        |

## Resultados
| Equipo              | Pts | PJ | PG | PE | PP | GF | GC  | DG   |
| ------------------- | --- | -- | -- | -- | -- | -- | --- | ---- |
| Alemania Occidental | 15  | 8  | 7  | 1  | 0  | 91 | 20  | +71  |
| Países Bajos        | 14  | 8  | 6  | 2  | 0  | 83 | 12  | +71  |
| Mozambique          | 10  | 8  | 5  | 0  | 3  | 40 | 24  | +16  |
| Australia           | 10  | 8  | 5  | 0  | 3  | 65 | 29  | +36  |
| Colombia            | 8   | 8  | 4  | 0  | 4  | 38 | 30  | +8   |
| Nueva Zelanda       | 7   | 8  | 3  | 1  | 4  | 43 | 32  | +11  |
| México              | 6   | 8  | 3  | 0  | 5  | 46 | 37  | +9   |
| Japón               | 2   | 8  | 1  | 0  | 7  | 11 | 74  | -63  |
| Costa Rica          | 0   | 8  | 0  | 0  | 8  | 4  | 163 | -159 |

|                     | Bandera de Nueva Zelanda | Bandera de Alemania | Bandera de Costa Rica | Bandera de Mozambique | Bandera de Japón | Bandera de Colombia | Bandera de Australia | Bandera de los Países Bajos | Bandera de México |
| ------------------- | ------------------------ | ------------------- | --------------------- | --------------------- | ---------------- | ------------------- | -------------------- | --------------------------- | ----------------- |
| Nueva Zelanda       |                          |                     |                       |                       |                  |                     |                      |                             |                   |
| Alemania Occidental | 7-4                      |                     |                       |                       |                  |                     |                      |                             |                   |
| Costa Rica          | 1-20                     | 0-30                |                       |                       |                  |                     |                      |                             |                   |
| Mozambique          | 5-2                      | 2-6                 | 16-1                  |                       |                  |                     |                      |                             |                   |
| Japón               | 1-6                      | 1-20                | 6-0                   | 2-6                   |                  |                     |                      |                             |                   |
| Colombia            | 5-1                      | 1-6                 | 11-0                  | 0-3                   | 12-1             |                     |                      |                             |                   |
| Australia           | 7-3                      | 4-11                | 23-0                  | 4-5                   | 11-0             | 6-2                 |                      |                             |                   |
| Países Bajos        | 3-3                      | 5-5                 | 36-1                  | 5-0                   | 13-0             | 8-1                 | 4-2                  |                             |                   |
| México              | 3-4                      | 3-6                 | 21-1                  | 4-3                   | 6-0              | 5-6                 | 4-8                  | 0-9                         |                   |

## Clasificación final
| 1. Alemania Occidental |
| 2. Países Bajos        |
| 3. Mozambique          |
| 4. Australia           |
| 5. Colombia            |
| 6. Nueva Zelanda       |
| 7. México              |
| 8. Japón               |
| 9. Costa Rica          |